# Voyage (album)
Pour les articles homonymes, voir Voyage (homonymie).
Albums studio d'ABBA
The Visitors
(1981)
Albums d'ABBA
Live at Wembley Arena
(2014)
Singles
1. I Still Have Faith in You / Don't Shut Me Down
Sortie : 2 septembre 2021
2. Just a Notion
Sortie : 22 octobre 2021
3. Little Things
Sortie : 3 décembre 2021
4. No Doubt About It
Sortie : 11 février 2022

Voyage est le neuvième et dernier album studio du groupe ABBA, sorti le 5 novembre 2021.
Avec dix chansons écrites par Benny Andersson et Björn Ulvaeus, il s'agit du premier album avec de nouveaux morceaux du groupe en quarante ans, le dernier album studio The Visitors, étant sorti en 1981. C'est aussi le premier album sans le bassiste de longue date Rutger Gunnarsson et le batteur Ola Brunkert. Deux des chansons de Voyage ont été enregistrées dès 2017, I Still Have Faith in You et Don't Shut Me Down, et un autre est repris d'enregistrements de 1978 et non publiés à l'époque Just a Notion.
Voyage est entré directement en tête des classements en Allemagne, en Australie, en Autriche, en Belgique, au Danemark, en Finlande, en France, en Irlande, en Islande, en Nouvelle-Zélande, en Norvège, aux Pays-Bas, au Royaume-Uni, en Suède, en Suisse et en Tchéquie. Il est également devenu l'album studio du groupe qui s'est le mieux classé au Canada et aux États-Unis, en se plaçant à la deuxième place des palmarès respectifs dans ces deux pays. L'album est nommé pour l'album de l'année et le meilleur album vocal pop aux Grammy Awards 2023, en plus des nominations pour I Still Have Faith in You et Don't Shut Me Down, le premier pour l'enregistrement de l'année aux Grammy Awards 2022 (la première nomination aux Grammy pour ABBA), et le second pour l'enregistrement de l'année et la meilleure prestation de duo/groupe pop aux Grammy Awards 2023. L'album s'est vendu à plus de 2,5 millions d'exemplaires à travers le monde.
L'album est accompagné du double single I Still Have Faith in You et Don't Shut Me Down, sorti en même temps que l'annonce de l'album le 2 septembre 2021. Le troisième single, Just a Notion, est sorti le 22 octobre 2021, suivi du quatrième single, Little Things, le 3 décembre. Un concert en résidence numérique de soutien à l'album, ABBA Voyage, a commencé à Londres le 27 mai 2022.

## Contexte
ABBA se sépare officieusement en 1983, après la sortie de leur compilation The Singles: The First Ten Years à la fin de l'année 1982. Le groupe a connu un regain d'intérêt à partir des années 1990 grâce au succès mondial de la compilation ABBA Gold, de la comédie musicale Mamma Mia ! basée sur ABBA et du film du même nom, suivi de sa suite en 2018, Mamma Mia! Here We Go Again, et l'utilisation de leurs chansons dans d'autres bandes originales de films tels que Priscilla, folle du désert et Muriel.
Cependant, les membres ont refusé catégoriquement de se réunir. En 2000, ils auraient refusé une offre d'un milliard de dollars pour se produire à nouveau. En juillet 2008, Björn Ulvaeus a déclaré catégoriquement au Sunday Telegraph : « Nous n'apparaîtrons plus jamais sur scène. Il n'y a tout simplement aucune motivation pour se reformer ». Ulvaeus a réitéré cette déclaration lors d'une interview en 2014, alors qu'il faisait la promotion de la publication d'ABBA: The Official Photo Book.
Le 6 juin 2016, ABBA s'est toutefois réuni de manière informelle lors d'une soirée privée à Stockholm, ce qui a conduit à une réunion plus formelle. Deux ans plus tard, en avril 2018, ils ont annoncé avoir enregistré deux nouvelles chansons, I Still Have Faith in You et Don't Shut Me Down. Initialement, les deux nouvelles chansons ont été créées pour accompagner un programme télévisé spécial produit par NBC et la BBC et une future tournée de concerts virtuels d'ABBA. Benny Andersson et Björn Ulvaeus ont trouvé que de se limiter à deux seules nouvelles chansons était relativement limité et ont demandé à Agnetha et Frida si elles seraient d'accord pour en enregistrer d'autres ; elles ont tout de suite accepté et l'idée d'un nouvel album est née. Björn a précisé lors de la présentation en ligne du 2 septembre 2021 qu'il ne faudrait pas attendre 40 ans entre deux albums et que les membres du groupe ont fait de leur mieux au vu de leur âge.
L'un des titres de l'album, Just a Notion, avait déjà été partiellement inclus en version démo dans le medley ABBA Undeleted du coffret Thank You for the Music de 1994. La chanson retravaillée est sortie en single deux semaines avant l'album, le 22 octobre 2021. Alors que la voix date de 1978, l'instrumentation a été réenregistrée pour l'essentiel avec les arrangements au piano de Benny et deux phrases arrivant après le solo final de Benny, enregistrés entre 2017 et 2021.

## Promotion et sortie
La promotion de Voyage a commencé par le site web abbavoyage.com, mis en ligne le 26 août 2021. Des panneaux d'affichage ont été érigés à Londres et des comptes de médias sociaux intitulés ABBA Voyage ont également été mis en place. Le groupe a annoncé lors d'une diffusion en direct sur YouTube le 2 septembre 2021 que Voyage sortirait le 5 novembre 2021. Les deux chansons annoncées pour la première fois en 2018, I Still Have Faith in You et Don't Shut Me Down, ont été confirmées comme le single principal à double face de Voyage lors de la diffusion en direct de septembre 2021.
L'album est sorti dans différents formats dont le vinyle, le CD ainsi que la cassette audio et ce, 40 ans après que le groupe ait été l'un des premiers à enregistrer un album en version numérique pour CD.

### Concerts
Lors de la diffusion en direct de l'annonce de l'album, ABBA a également annoncé une résidence de concerts, baptisée ABBA Voyage, qui débutera le 27 mai 2022 dans une salle construite sur mesure au parc olympique Reine Élisabeth de Londres.
ABBA a annoncé pour la première fois qu'elle préparait des avatars numériques en septembre 2017. Surnommés les « ABBAtars », ils apparaîtront lors des concerts d'ABBA Voyage à la place des quatre véritables membres du groupe, basés sur leur apparence physique de 1979. Pour animer les avatars, les membres du groupe ABBA ont porté des combinaisons de capture de mouvement et ont été filmés à l'aide de 160 caméras, les graphismes étant ensuite ajoutés par Industrial Light & Magic, une société d'effets visuels.
La tournée « ABBAtar » était initialement prévue pour 2019, mais a été retardée en raison de problèmes techniques. La pandémie de Covid-19 a ensuite contraint le groupe à repousser la tournée à 2022, qui s'est transformée en une résidence de sept mois à Londres,.

## Réception

### Accueil critique
Voyage a reçu un accueil positif de la part des critiques musicaux. Sur Metacritic, qui attribue une note normalisée sur 100 aux critiques de publications professionnelles, l'album a reçu une note moyenne de 72 sur 16 critiques, ce qui indique des « critiques généralement favorables ». Le site AnyDecentMusic? lui attribue une note de 7,1 sur 10, en se basant sur son évaluation du consensus critique.

### Accueil commercial
Voyage s'est vendu à plus d'un million d'exemplaires dans le monde entier au cours de sa première semaine de commercialisation. 40 000 précommandes a été enregistré les 24 premières heures après l'annonce de sa publication et plus de 80 000 au bout de trois jours, ce qui constitue un nouveau record. Dès sa sortie l'album a été un succès important, étant numéro 1 dans 19 pays dont la France. Voyage a réalisé des ventes mondiales de plus d’un million d’exemplaires au cours de sa première semaine et a reçu plus de 190 millions de flux combinés à ce jour. Il est le plus grand début international de l’année au Japon, en Allemagne, en Australie et en France.
L'album est entré dans le UK Albums Chart à la première place, avec 204 000 ventes dans le classement, dont 90 % (180 000) étaient des ventes physiques. Il s'agit de la plus grande semaine d'ouverture pour un album au Royaume-Uni depuis ÷ d'Ed Sheeran (2017), et devient l'album le plus rapidement vendu de 2021 ainsi que le disque vinyle le plus rapidement vendu du 21e siècle, avec 29 900 copies en vinyle vendues. Il s'agit du premier album numéro un d'ABBA depuis ABBA Gold, qui a été en tête du classement en 1992, 1999 et 2008. Il devient le 3e plus grand album de 2021 au Royaume-Uni avec 400 000 unités et le 2e album le plus vendu avec 387 000 ventes.
En Allemagne, l'album est également entré à la première place dans le classement d'albums et a été certifié platine avec 205 000 exemplaires vendus la première semaine. Au cours de la première semaine, il s'est vendu à plus d'exemplaires que le reste du classement des albums réunis et a également atteint la tête du classement des albums de fin d'année.
Voyage est devenu l'album d'ABBA le mieux classé aux États-Unis, entrant dans le Billboard 200 à la deuxième place le 20 novembre 2021, battant leur précédent record avec ABBA: The Album en 1978 qui s'était classé à la 14e place. L'album s'est vendu à 82 000 unités équivalentes, dont 78 000 albums (60 500 albums physiques), ce qui en fait l'album le plus vendu de la semaine.
En France, l'album a eu un gros succès, à ce jour l'album s'est vendu à plus de 100 000 exemplaires, l'album a été certifié disque de platine.
L’arrivée de Voyage dans les charts mondiaux a également vu une augmentation de l’écoute dans le catalogue d’ABBA, avec plusieurs albums revenant aux charts alors que les fans se sont réengagés avec leur catalogue de chansons intemporel[réf. nécessaire].
Selon la Fédération internationale de l'industrie phonographique, Voyage est le huitième album le plus vendu au monde (tous formats confondus) et le deuxième dans le classement des ventes d'albums. L'album s'est vendu à 2 050 000 exemplaires en 2021, et à plus de 2,5 millions jusqu'en novembre 2022 and over 2.5 million till November 2022.

### Nominations
Le groupe a eu le droit a des nominations en raison du succès de l'album. Il a notamment été nommé aux Brit Awards 2022, dans la catégorie « meilleur groupe de l'année » ainsi qu'aux Grammy Awards 2022 pour la meilleure chanson de l'année, avec I Still Have Faith in You. C'est leur toute première nomination aux prix Grammy.
Le 15 novembre 2022, le groupe reçoit quatre nouvelles nominations aux Grammy Awards 2023 : dans les catégories « album de l'année » et « meilleur album pop vocal » pour Voyage ainsi que « enregistrement de l'année » et « meilleure prestation pop en duo/groupe » pour le single Don't Shut Me Down.
| Date | Nom                       | Catégorie                                          | Prix          | Résultat   |
| ---- | ------------------------- | -------------------------------------------------- | ------------- | ---------- |
| 2022 | ABBA                      | Meilleur groupe international                      | Brit Awards   | Nomination |
| 2022 | I Still Have Faith in You | Enregistrement de l'année                          | Grammy Awards | Nomination |
| 2023 | Voyage                    | Meilleur album vocal pop                           | Grammy Awards | Nomination |
| 2023 | Voyage                    | Album de l'année                                   | Grammy Awards | Nomination |
| 2023 | Don't Shut Me Down        | Enregistrement de l'année                          | Grammy Awards | Nomination |
| 2023 | Don't Shut Me Down        | Meilleure prestation vocale pop d'un duo ou groupe | Grammy Awards | Nomination |

## Titres
Toutes les chansons sont de Benny Andersson et Björn Ulvaeus.
| 1.    | I Still Have Faith in You | 5:09 |
| 2.    | When You Danced with Me   | 2:50 |
| 3.    | Little Things             | 3:08 |
| 4.    | Don't Shut Me Down        | 3:56 |
| 5.    | Just a Notion             | 3:31 |
| 6.    | I Can Be That Woman       | 4:01 |
| 7.    | Keep an Eye on Dan        | 4:05 |
| 8.    | Bumblebee                 | 3:57 |
| 9.    | No Doubt About It         | 2:56 |
| 10.   | Ode to Freedom            | 3:32 |
| 37:03 |                           |      |

## Crédits
| ABBA - Agnetha Fältskog : chant (4, 6, 7), chœurs - Anni-Frid Lyngstad : chant (1, 8, 9), chœurs - Benny Andersson : chœurs, piano, synthétiseurs, arrangements, mixage, production - Björn Ulvaeus : guitares, chœurs, co-production, paroles Autres musiciens - Jan Bengtson – saxophone baryton, flûte - Mats Englund – basse (6) - Pär Grebacken – clarinette, enregistreur, saxophone ténor - Per Lindvall – batterie, percussion - Lasse Jonsson – guitare - Lasse Wellander – guitare - Margareta Bengtson – harpe - Le chœur d'enfants de l'École internationale de Stockholm (3) | Production - Görel Hanser – coordinateur - Baillie Walsh – conception - Bernard Löhr – ingénieur du son, programmation, mixage - Linn Fijal – ingénieur du son - Vilma Colling – ingénieur du son - Björn Engelmann – masterisation - Kimberley Akester – direction musicale, Chœur d'enfants de l'école internationale de Stockholm (3) - Anneli Thompson – assistance musicale, Children's Choir of the Stockholm International School (3) - Göran Arnberg – orchestrateur/chef d'orchestre, Orchestre de concert de Stockholm (10) |

## Classements
| Classement (2021–2023)                 | Meilleure position |
| -------------------------------------- | ------------------ |
| Allemagne (Media Control AG)           | 1                  |
| Australie (ARIA Charts)                | 1                  |
| Autriche (Ö3 Austria Top 40)           | 1                  |
| Belgique (Flandre Ultratop 50)         | 1                  |
| Belgique (Wallonie Ultratop 50)        | 1                  |
| Canada (Canadian Albums Chart)         | 2                  |
| Croatie (Hrvatska diskografska udruga) | 2                  |
| Danemark (Hitlisten)                   | 1                  |
| Écosse (Official Scottish Charts)      | 1                  |
| Espagne (PROMUSICAE)                   | 2                  |
| États-Unis (Billboard 200)             | 2                  |
| Finlande (Suomen virallinen lista)     | 1                  |
| France (SNEP)                          | 1                  |
| Grèce (IFPI Grèce)                     | 1                  |
| Hongrie (Mahasz)                       | 3                  |
| Irlande (Official Irish Charts)        | 1                  |
| Islande (Félag Hjúkrunarfræðinga)      | 1                  |
| Italie (FIMI)                          | 6                  |
| Japon (Oricon)                         | 4                  |
| Japon (Billboard Japan Hot Albums)     | 4                  |
| Lituanie (Agata)                       | 23                 |
| Norvège (VG-lista)                     | 1                  |
| Nouvelle-Zélande (RMNZ)                | 1                  |
| Pays-Bas (Album Top 100)               | 1                  |
| Pologne (ZPAV)                         | 2                  |
| Portugal (AFP)                         | 1                  |
| Royaume-Uni (UK Albums Chart)          | 1                  |
| Slovaquie (ČNS IFPI)                   | 2                  |
| Suède (Sverigetopplistan)              | 1                  |
| Suisse (Schweizer Hitparade)           | 1                  |
| Tchéquie (ČNS IFPI)                    | 1                  |

| Classement (2021)              | Position |
| ------------------------------ | -------- |
| Allemagne (Offizielle Top 100) | 1        |
| Australie (ARIA)               | 10       |
| Autriche Albums (Ö3 Austria)   | 1        |
| Belgique (Ultratop Flandre)    | 1        |
| Belgique (Ultratop Wallonie)   | 3        |
| Danemark (Hitlisten)           | 12       |
| Espagne (Promusicae)           | 68       |
| France (SNEP)                  | 31       |
| Hongrie (Mahasz)               | 26       |
| Islande (Plötutíðindi)         | 94       |
| Irlande (IRMA)                 | 9        |
| Pays-Bas (Album Top 100)       | 4        |
| Pologne (ZPAV)                 | 43       |
| Royaume-Uni (UK Albums Chart)  | 3        |
| Suède (Sverigetopplistan)      | 1        |
| Suisse (Schweizer Hitparade)   | 1        |
| Tchéquie (ČNS IFPI)            | 3        |

| Classement (2022)              | Position |
| ------------------------------ | -------- |
| Allemagne (Offizielle Top 100) | 3        |
| Autriche (Ö3 Austria)          | 61       |
| Belgique (Ultratop Flandre)    | 23       |
| Belgique (Ultratop Wallonie)   | 77       |
| Hongrie (Mahasz)               | 96       |
| Portugal (AFP)                 | 74       |
| Suède (Sverigetopplistan)      | 57       |
| Suisse (Schweizer Hitparade)   | 13       |

### Certifications et ventes
| Région                                   | Certification | Ventes/Streams |
| ---------------------------------------- | ------------- | -------------- |
| Allemagne (BM)                           | 2 × Platine   | 400 000        |
| Australie (ARIA)                         | Or            | 35 000‡        |
| Autriche (IFPI Autriche)                 | 2 × Platine   | 30 000‡        |
| Belgique (BEA)                           | Platine       | 20 000‡        |
| Danemark (IFPI Danemark)                 | Platine       | 20 000‡        |
| États-Unis                               | —             | 218 000        |
| France (SNEP)                            | Platine       | 100 000‡       |
| Japon                                    | —             | 25 839         |
| Pays-Bas (NVPI)                          | Platine       | 40 000         |
| Pologne (ZPAV)                           | Or            | 10 000‡        |
| Royaume-Uni (BPI)                        | Platine       | 387 000        |
| Suède (GLF)                              | 2 × Platine   | 60 000‡        |
| Résumé                                   |               |                |
| Monde                                    |               | 2 500 000      |
| ‡ventes/streaming selon la certification |               |                |